# Scordonia ischna
Scordonia ischna är en fjärilsart som beskrevs av Louis Beethoven Prout 1938. Scordonia ischna ingår i släktet Scordonia och familjen mätare. Inga underarter finns listade.